# 王健 (乒乓球运动员)
王健（？—），中国退役女子乒乓球运动员。她曾获得1961年世界乒乓球锦标赛女子单打和女子双打季军，1963年世界乒乓球锦标赛女子双打和女子团体季军。